# Ronald Shiner
Pour les articles homonymes, voir Shiner.
Ronald Shiner est  un humoriste et un acteur de cinéma et de télévision britannique, né le 8 juin 1903 à Londres et mort le 29 juin 1966 dans la même ville.

## Filmographie

### Cinéma
- 1935 : Gentlemen's Agreement de George Pearson
- 1935 : Royal Cavalcade
- 1937 : Dîner au Ritz (Dinner at the Ritz) de Harold D. Schuster
- 1938 : They Drive by Night d'Arthur B. Woods
- 1945 : I Live in Grosvenor Square d'Herbert Wilcox
- 1954 : Up to His Neck : Jack Carter
- 1954 : Aunt Clara : Henry Martin
- 1955 : See How They Run (en) : Wally Winton
- 1956 : Keep It Clean : Bert Lane
- 1956 : Dry Rot de Maurice Elvey : Alf Tubbe
- 1956 : My Wife's Family : Knott
- 1957 : En avant amiral ! (Carry On Admiral) de Val Guest : Salty Simpson
- 1957 : Not Wanted on Voyage : Albert Higgins
- 1958 : Girls at Sea : Marine Ogg
- 1959 : The Navy Lark : CPO Banyad
- 1959 : Operation Bullshine : Gunner Slocum
- 1961 : The Night We Got the Bird : Cecil Gibson

### Télévision
- 1962 : BBC Sunday-Night Play : Porter (1 épisode)